# 新化武德殿
新化武德殿位於臺灣臺南市新化區，於民國九十五年（2006年）6月5日公告為歷史建築。新化武德殿原是當地推廣劍道、柔道的場所，在二次大戰後被用來當作榮民住處，入口處還蓋起了消防隊。原本新化鎮公所有計劃將此棟建築拆除，而後改變計畫將其提報為歷史建築，並在2005年5月底榮民遷出後將武德殿收回，2009年8月8日受莫拉克颱風破壞後進行整修，現已完成。

## 沿革

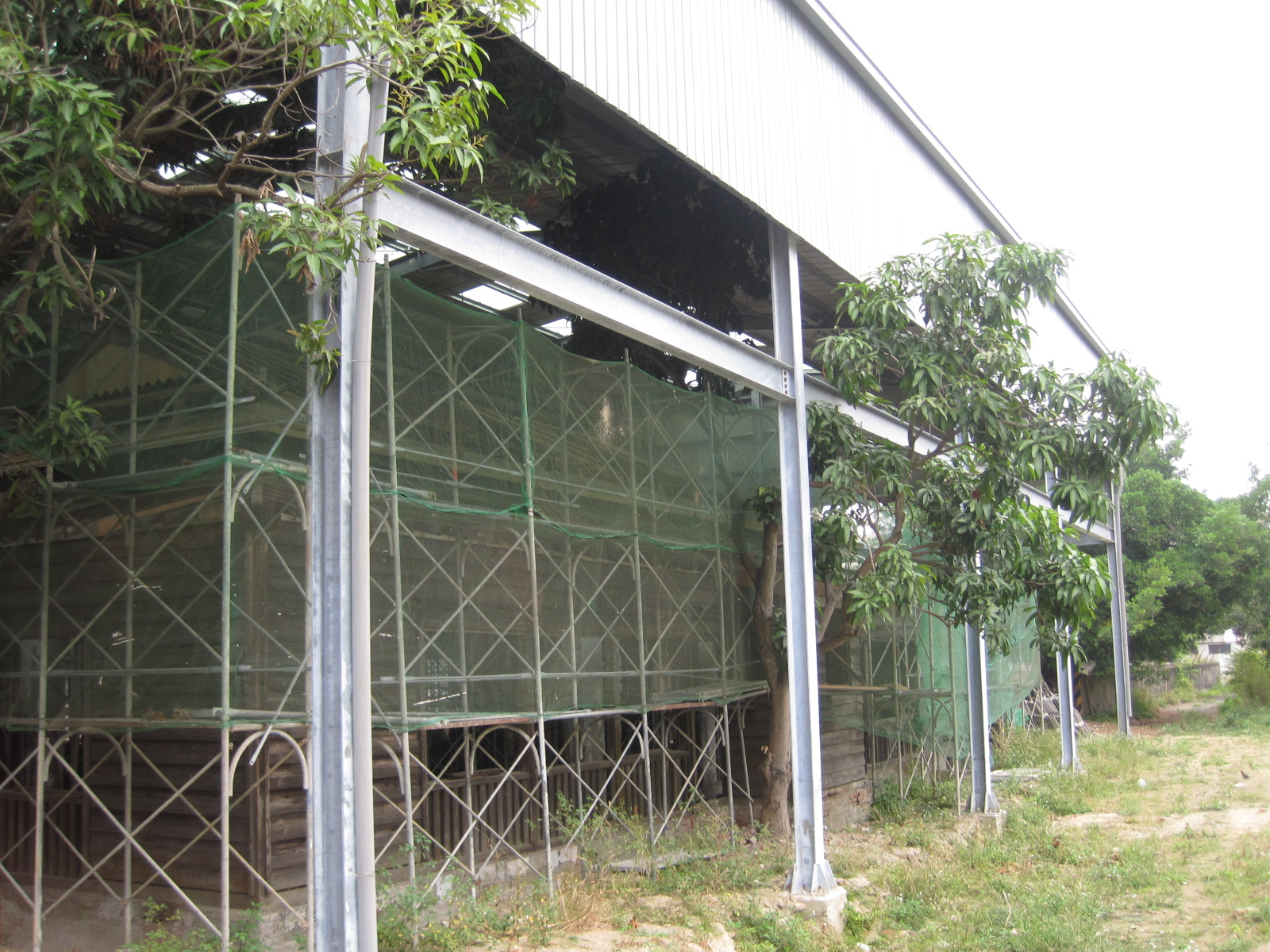
整修中的武德殿

新化武德殿竣工於大正13年（1924年）10月15日、4日後（10月19日）舉行落成式。二次大戰後，武德殿從推廣日本武道的地方變成榮民的住所，而入口前方不到一公尺處建有消防隊廳舍（現遷至國立新化高工附近），其入口門廊約在興建此廳舍時被拆除。
新化鎮公所計畫將武德殿提報為歷史建築後，裡頭居住的榮民已遷至他處，並進行整修。原本門廊因遭拆毀而難以恢復原貌，但後來在2010年時在康昭明提供舊照片下，得到門廊外觀的資料，而後在2011年時找到門廊基座的鋼筋，得以在原址復建門廊，而舊消防隊廳舍因擋住門面而得拆除，整體工程已完工。

## 建築
新化武德殿主要使用檜木為建材，設計有三層的屋簷，為木搭磚牆式的結構。